# Conrad (Iowa)
Conrad es una ciudad situada en el condado de Grundy, en el estado de Iowa, Estados Unidos. Según el censo de 2010 tenía una población de 1.108 habitantes.

## Geografía
Según la Oficina del Censo de los Estados Unidos, la localidad tiene un área total de 3,1 km², la totalidad de los cuales 3,1 km² corresponden a tierra firme.

## Demografía
Según el censo de 2010, había 1.108 personas residiendo en la localidad. La densidad de población era de 357,42 hab./km². Había 507 viviendas con una densidad media de 163,55 viviendas/km². El 97,92% de los habitantes eran blancos, el 0,36% afroamericanos, el 0,18% amerindios, el 0,27% asiáticos, el 0,27% de otras razas, y el 0,99% pertenecía a dos o más razas. El 0,63% de la población eran hispanos o latinos de cualquier raza.